# 朵蒂·凱爾
朵蒂·凱爾（丹麥語：Dorte Kjær，1964年2月6日—），是丹麥已退役女子羽球運動員，生於羅斯基勒。

## 簡歷
朵蒂·凱爾分別在1988年和1990年的歐洲羽球錦標賽獲得金牌。在這兩次比賽中，她都與內蒂·尼爾森搭檔女子雙打。她還贏得了北歐羽球錦標賽、丹麥羽球公開賽、蘇格蘭羽球公開賽和挪威國際羽球錦標賽等。